# François Soulier
Pour les articles homonymes, voir Soulier (homonymie).
François Soulier, connu sous le surnom de Mr Shoes, est un musicien français, né le 20 mars 1966, à L'Aigle. 
Il est notamment connu pour avoir été le batteur du groupe Indochine de 2002 jusqu'en septembre 2014. 

## Biographie
François Soulier est né le 20 mars 1966 à L'Aigle, en Normandie. Il a 10 ans quand sa famille s'installe à Alençon, où il suit des cours de percussions au Conservatoire.
A 18 ans, il part à Paris pour vivre de sa musique. Mister Shoes a été le batteur du combo Elephant System. En parallèle, il joue avec SFMEGABEAT, PSYCHRONAUTS, THE STONGS, SHOES IN DUB, LDG LIVE MACHINE[réf. nécessaire].
Il intègre Indochine en 2002 lors de l'acte II du Paradize Tour et reste leur batteur pendant douze ans. Il quitta le groupe début 2015  après une « crise majeure » en même temps que François-Régis Matuszenski, alias Matu .
Il crée en 2015 le groupe  Shoes in dub avec le bassiste Lord Dragan. 
François Soulier joue ensuite au sein du groupe "MR SHOES", créé en octobre 2018[réf. nécessaire].
En 2019, il devient professeur à l'école de musique de Carrouges,.